# Liste der Baudenkmäler im Stadtbezirk Bielefeld-Stieghorst
Die Liste der Baudenkmäler im Stadtbezirk Bielefeld-Stieghorst enthält die denkmalgeschützten Bauwerke auf dem Gebiet des Stadtbezirks Bielefeld-Stieghorst in Nordrhein-Westfalen. Diese Baudenkmäler sind in der Denkmalliste der Stadt Bielefeld eingetragen; Grundlage für die Aufnahme ist das Denkmalschutzgesetz Nordrhein-Westfalen (DSchG NRW).

Eine Übersicht über alle Baudenkmäler in Bielefeld findet sich unter der Liste der Baudenkmäler in Bielefeld.
| Bild            | Bezeichnung                                       | Lage                                          | Beschreibung | Bauzeit                                         | Eingetragen seit | Denkmal- nummer |
| --------------- | ------------------------------------------------- | --------------------------------------------- | --- | ----------------------------------------------- | ---------------- | --------------- |
| BW              | Halbrock’sche Villa                               | Bezirk Stieghorst Bielitzer Str. 41 Karte     | Freistehende Villa auf parkartigem Grundstück, für den Papierfabrikanten Halbrock im Stil der Reformarchitektur errichtet. | 1910                                            |                  | 449             |
| BW              | Gaststätte mit Saalanbau und Veranda              | Bezirk Stieghorst Detmolder Str. 624 Karte    | Gasthaus Siekmann, Hillegossen Nr. 40. Zweigeschossiger Putzbau mit Satteldach, die symmetrische Frontseite klassizistischer Anmutung zur Chaussee Bielefeld-Lippe ausgerichtet, im Türsturz der Haupteingangstür bezeichnet 1828. Rückseitig axial angebauter, dreischiffiger Festsaal mit Bühne, sparsame Holzkonstruktion des späten 19. Jahrhunderts, an der Westseite später um eine langgestreckte, zum Ziergarten orientierte Veranda erweitert. | 1828, Ende 19. und 20. Jahrhundert              |                  | 529             |
| weitere Bilder  | Evangelische Kirche Ubbedissen und Kriegerdenkmal | Bezirk Stieghorst Detmolder Str. 706 Karte    | Kirchenbau im Stil der Neugotik nach Plänen des Architekten und preußischen Baubeamten Friedrich August Stüler. | 1877–1878                                       |                  | 82              |
| weitere Bilder  | Bismarckturm („Eiserner Anton“)                   | Bezirk Stieghorst Kammweg (Hermannsweg) Karte | Aussichtsturm als ingenieurmäßige Eisenkonstruktion errichtet | 1895                                            |                  | 81              |
| Jugendherberge  | Jugendherberge                                    | Bezirk Stieghorst Oetzer Weg 25 Karte         | Zweigeschossiger Fachwerkbau auf steinernem Erdgeschoss, errichtet als Jugendherberge im Stil der Heimatschutzarchitektur, 2003 zu Wohnungen umgebaut. | 1938                                            |                  | 160             |
| Kasino          | Kasino                                            | Bezirk Stieghorst Osningstr. 40 Karte         | Ehemaliges Kasino für höhere Offiziere der deutschen Wehrmacht | 1938                                            | 13. Januar 1998  | 484             |
| BW              | Fachwerk-Bauernhaus (ehemaliger Hof Frerck)       | Bezirk Stieghorst Osningstr. 150a Karte       | Hof Frerk, Sieker Nr. 14. Vierständer-Fachwerkhaus, Flettdielenhaus, umfangreiche Inschriften am Torbogen, den beiden Flett-Türen und der Schlafkammertür, Zimmermeister Johann Joachim Hallerberg. Quer aufgeschlossenes, 3-zoniges Mehrzweck-Nebengebäude mit Backofen von 1826. | 1841 (Bauernhaus), 1826 (Backhaus/Nebengebäude) |                  | 8               |
| weitere Bilder  | Ev. Lutherkirche                                  | Bezirk Stieghorst Otto-Brenner-Str. 169 Karte | Kirche im Stil der Neuromanik, Zentralraum mit Emporen über kreuzförmigem Grundriss, von Architekt Karl Siebold. Ausmalung aus der Bauzeit von August Mause, 1983/84 wiederhergestellt. Turm mit ursprünglich offenem Glockengeschoss, in der Materialität angepasst, nach Plänen von Architekt Heidemann. | 1906-1908, 1958 (Turm)                          |                  | 27              |
| weitere Bilder  | Evangelische Kirche Stieghorst                    | Bezirk Stieghorst Reichenberger Str. 7 Karte  | Scheune des Hofes Grote, Stieghorst Nr. 4, errichtet in der 2. Hälfte des 19. Jahrhunderts als Massivbau aus Bruch- und Ziegelstein. 1893 von der Kirchengemeinde für Zwecke des Gottesdienstes angekauft. Erscheinungsbild als Kirche erst durch den 1904/08 errichtete neogotischen Glockenturm mit Spitzhelm vervollständigt. | Ende 19. Jahrhundert, Turm 1904                 |                  | 214             |
| Deelentorgebälk | Deelentorgebälk                                   | Bezirk Stieghorst Selhausenstr. 100 Karte     | Hof Meyer zu Selhausen, Lämershagen Nr. 1. Großes Fachwerk-Bauernhaus mit reich beschnitztem Torbogen: Posaunenengel, Weinranken. Baumeister Johann Henrich Gassel. | 1825 (Inschrift Torbogen)                       |                  | 167             |